# Rem als Jocs Olímpics d'estiu de 1912 - Scull individual masculí

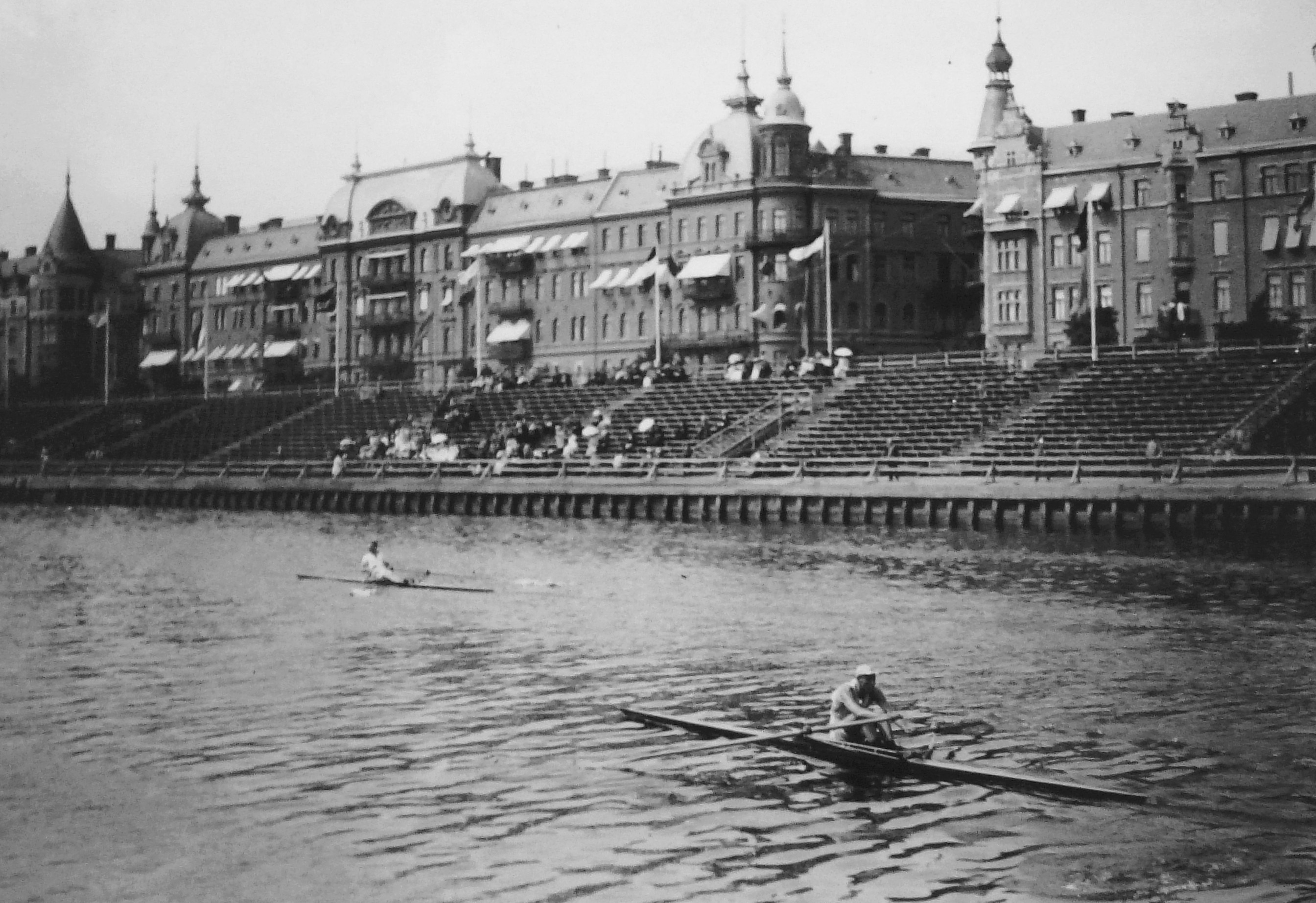
Imatge de la competició de rem en els Jocs Olímpics de 1912.

La prova de scull individual fou una de les quatre que es disputaren als Jocs Olímpics d'Estocolm de 1912 i que formaven part del programa de rem. La prova es va disputar entre el 17 i el 19 de juliol, amb la presència de 13 remers, procedents d'11 països diferents. La distància a recórrer era de 2 km.

## Medallistes
| Or                    | Plata                  | Bronze                                 |
| William Kinnear (GBR) | Polydore Veirman (BEL) | Everard Butler (CAN) Mart Kuusik (RUS) |

## Resultats

### Primera ronda
Es fa una ronda prèvia el 17 de juliol per deixar 8 remers als quarts de final. El vencedor de cada sèrie passa a la següent ronda. En tres de les vuit sèries sols hi ha un remer.
| Pos. | Remer           | Nació   | Temps  |
| ---- | --------------- | ------- | ------ |
| 1    | Mart Kuusik     | Rússia  | 7'45"2 |
| -    | Alfred Heinrich | Àustria | DQ     |

| Pos. | Remer          | Nació       | Temps     |
| ---- | -------------- | ----------- | --------- |
| 1    | Martin Stahnke | Alemanya    | 8'28"8    |
| -    | Cecil McVilly  | Australàsia | 8'11"0 DQ |

| Pos. | Remer               | Nació     | Temps      |
| ---- | ------------------- | --------- | ---------- |
| 1    | Everard Butler      | Canadà    | 7'55"6     |
| 2    | Axel Matias Haglund | Finlàndia | a 8 llargs |

| Pos. | Remer           | Nació      | Temps      |
| ---- | --------------- | ---------- | ---------- |
| 1    | William Kinnear | Regne Unit | 7'44"0     |
| 2    | Kurt Hoffmann   | Alemanya   | a 1½ llarg |

| Pos. | Remer           | Nació   | Temps  |
| ---- | --------------- | ------- | ------ |
| 1    | József Mészáros | Hongria | 8'29"0 |

| Pos. | Remer           | Nació     | Temps  |
| ---- | --------------- | --------- | ------ |
| 1    | Mikael Simonsen | Dinamarca | 8'14"0 |
| -    | Jan Šourek      | Bohèmia   | DNF    |

| Pos. | Remer           | Nació   | Temps  |
| ---- | --------------- | ------- | ------ |
| 1    | Károly Levitzky | Hongria | 8'04"0 |

| Pos. | Remer            | Nació   | Temps  |
| ---- | ---------------- | ------- | ------ |
| 1    | Polydore Veirman | Bèlgica | 7'59"2 |

### Quarts de final
El vencedor de cada sèrie passa a la següent ronda. Es disputa el 18 de juliol.
| Pos. | Remer            | Nació   | Temps      |
| ---- | ---------------- | ------- | ---------- |
| 1    | Polydore Veirman | Bèlgica | 7'52"0     |
| 2    | József Mészáros  | Hongria | a 3 llargs |

| Pos. | Remer           | Nació     | Temps  |
| ---- | --------------- | --------- | ------ |
| 1    | Everard Butler  | Canadà    | 7'52"0 |
| -    | Mikael Simonsen | Dinamarca | DNS    |

| Pos. | Remer           | Nació      | Temps  |
| ---- | --------------- | ---------- | ------ |
| 1    | William Kinnear | Regne Unit | 7'49"9 |
| 2    | Martin Stahnke  | Alemanya   | 7'58"0 |

| Pos. | Remer           | Nació   | Temps      |
| ---- | --------------- | ------- | ---------- |
| 1    | Mart Kuusik     | Rússia  | 7'45"2     |
| 2    | Károly Levitzky | Hongria | a 2 llargs |

### Semifinals
Es disputaren el 19 de juliol. El vencedor passava la final. Els perdedors guanyaren el bronze.
| Pos.   | Remer            | Nació   | Temps      |
| ------ | ---------------- | ------- | ---------- |
| 1      | Polydore Veirman | Bèlgica | 7'41"0     |
| Bronze | Mart Kuusik      | Rússia  | a 1½ llarg |

| Pos.   | Remer           | Nació      | Temps  |
| ------ | --------------- | ---------- | ------ |
| 1      | William Kinnear | Regne Unit | 7'37"0 |
| Bronze | Everard Butler  | Canadà     | 7'41"0 |

### Final
Es disputà el 19 de juliol
| Pos.  | Remer            | Nació      | Temps  |
| ----- | ---------------- | ---------- | ------ |
| Or    | William Kinnear  | Regne Unit | 7'47"3 |
| Plata | Polydore Veirman | Bèlgica    | 7'56"0 |